# 아케마
아케마 SA는 프랑스 파리 근교 라데팡스에 본사를 둔 상장된 다국적 특수소재 기업이다. 접착제, 첨단 소재 및 코팅 등 세 개의 특수 소재 부문(사업부)을 보유하고 있으며 기타 부문으로 화학 중간체 부분도 가지고 있다.
아케마는 2004년 프랑스 석유 메이저인 토탈 (기업)의 화학부문의 구조 조정의 일환으로 설립되었으며, 2006년 5월에 파리 증권 거래소에 상장되었다. 2021년 매출액은 95억 유로로 아케마는 55개국 이상에서 사업을 운영하고 있으며 직원 수는 20,200명, 연구 센터는 13개, 생산 공장은 144개를 가지고 있다.
2023년 12월 PI첨단소재를 인수했으며 한국에는 함안, 진천, 구미에 사업장을 두고 있다

## 역사
아케마는 프랑스 대형 정유기업인 토탈 (기업)이 2004년에 화학 사업부분을 구조조정하면서 설립되었지만 회사의 역사는 훨씬 이전으로 올라간다.

### 창업 및 진화

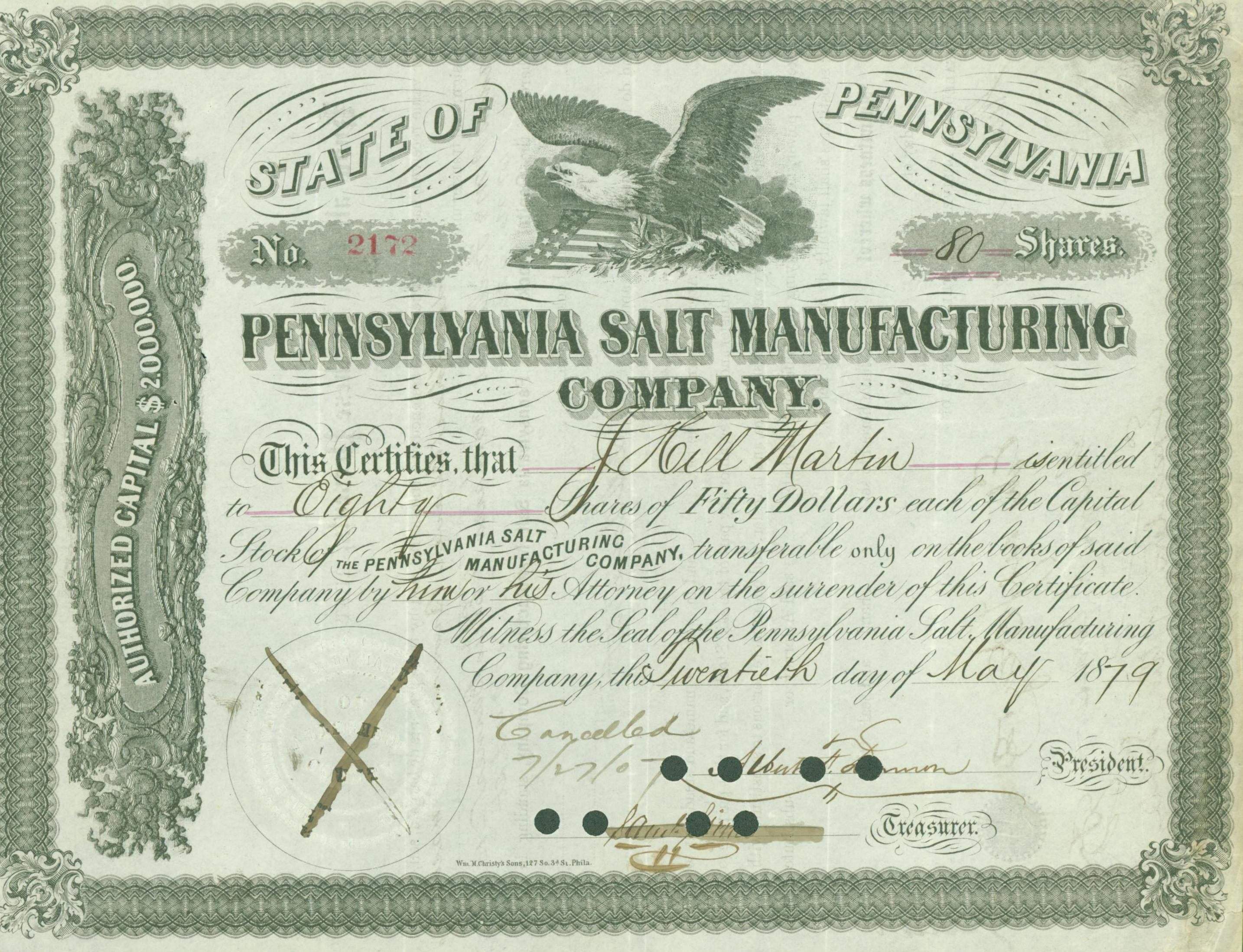
1879년 5월 20일 발행 펜실베니아 소금 제조 회사의 주권

1971년에 토탈과 Elf와 화학 사업부문을 합작 자회사인ATO(Aquitaine Total Organico)사에 합병시켰다. 같은 해에 Produits Chimiques Ugine Kuhlmann(PCUK)이 설립되었다. 1973년 합작회사는 ATO Chimie로 상호가 변경되었다. 두 번째 회사인 Chloé Chimie(40% Elf Aquitaine, 40% 토탈 및 20% Rhône-Poulenc)는 Rhône-Poulenc의 염화화학 사업을 인수하기 위해 1980년에 설립되었다. 3년 후 토탈은 Chloé Chimie 지분을 Elf에 매각했고 프랑스의 화학 생산은 ATO Chimie, Chloé Chimie 및 대부분의 PCUK 활동을 통합한 Elf Aquitaine 전액 출자 자회사인 Atochem을 중심으로 재편되었다.
1989년에 Elf Aquitaine은 American Pennwalt Corporation회사를 인수하고 M&T Chemicals 및 Atochem Inc와 Atochem North America Inc.를 설립했다. Pennwalt는 1850년에 다섯 명의 펜실베니아 퀘이커 교도들이 창업한 펜실베니아 소금 제조회사에 뿌리를 두고 있다. 펜실베니아 소금 제조회사는 1957년에 이름을 Pennsalt Chemicals Corp로 변경하고 Wallace and Tiernan Inc.와 합병하여 1969년에 Pennwalt Corp를 설립했다.
1990년에는 프랑스에서 화학제품 생산이 또 다시 재편성되었다. Orkem의 석유화학, 스티레닉, 비료, 아크릴 사업은 Atochem으로 통합되었고, 전문 분야(수지, 페인트)는 Total로 이전되었다. 몬테디슨의 유기과산화물 사업부를 인수했다. 아토켐은 1992년에 Elf Atochem으로 이름이 바뀌었고, 1999년 TotalFina가 Elf를 인수한 지 1년 후 Total의 화학 사업부와 Atofina로 합병되었다.

### 설립, 독립 및 상장
2004년 2월에, 프랑스에 본사를 둔 석유 대기업인 토탈은 화학 사업에 대한 구조조정을 공개하였다. 10월 1일 토탈이 소유한 아케마라는 새로운 회사로 분사되었으며 토탈은 Atofina 자회사가 보유한 특정 자산을 이 회사에 양도한 후 해산되었다. 아케마(Arkema)라는 이름의 kem 부분은 이 회사를 화학 물질 생산기업을 뜻한다. 아케마는 비닐 제품(클로로케미칼 및 PVC, 비닐 화합물 및 파이프 및 프로파일), 산업용 화학 제품(아크릴, 플루오로 케미칼, 과산화수소, PMMA 및 티오케미칼 ) 및 기능성 제품(첨가제, 유기 과산화물, 농약 및 요소-포름알데히드 수지)을 생산하는 3개 부문으로 구성되었다. ).
토탈의 의도는 아케마를 독립 상장 법인으로 분리하는 것이었다. 아케마의 파리 주식 시장 상장은 2006년 5월 18일에 되었다. 2011년 6월 아케마는 CAC Next 20 프랑스 주식 시장 지수에 합류했다.

### 인수, 처분 및 구조조정
2007년: 아케마는 농약부문(Cerexagri)을 United Phosphorus 에 매각하고 요소-포름알데히드 사업부문을 Hexion 에 매각했다.</br> 2007: Coatex 회사 인수(특수 아크릴폴리머)</br> 2010: 미국에서 아크릴 다우 자산 인수</br> 2011년: 토탈 코팅 수지 인수(Cray Valley 및 Sartomer)</br> 2012: 중국 회사 Hipro Polymers(바이오 폴리아미드 생산업체) 및 Casda Biomaterials(식물 원료 생산업체) 인수</br>
2012년 7월 아케마는 수익성 이슈를 들며 비닐제품 사업 부문을 1유로에 Klesch그룹에 매각했지만, 특수화학 제품에만 사업역량을 다시 집중시키기도 했다. 이번 매각의 일환으로 아케마는 Klesch 그룹에 1억 유로의 현금을 지급하고 활동 재개를 돕기 위해 4억 7천만 유로에 달하는 부채를 떠안았다. 비닐 제품 활동을 인수한 후 정리해고에 대한 우려와 여러 생산 현장 직원들의 항의에 대응하여 노동조합은 Klesch 그룹이 정리해고를 시행할 경우 직원의 권리를 보호하기 위해 고안된 산업적, 사회적 보장과 지원 조치를 아케마 경영진과 협상했다. 따라서 매각된 회사 직원의 권리와 보상금을 확보하기 위해 2천만 유로의 두 개의 신탁 기금이 마련되었다. 매각 후 아케마는 활동을 고성능 소재, 산업 전문 분야 및 코팅 솔루션의 세 가지 사업 부문으로 재편했다. 각각은 그룹 매출의 약 1/3을 차지한다.</br>
2015년 : 토탈 (기업) 로부터 Bostik 회사를 인수 회사는 한국의 CJ 그룹과 합자하여 말레이시아 L-메티오닌 제조사업에 투자하였다.
2019년에 Sartomer는 "자체에만 접착되는 전자빔 경화형 재밀봉형 접착제"로 접착제 및 밀봉제 협의회(ASC) 혁신상을 수상했다.
2020년 : 플렉시글라스 사업을 미국 Trinseo 에 11억 달러에 매각하였다.
SK종합화학에 고기능성 폴리머 사업(프랑스 생산시설 3곳과 제품 4개의 영업권, 기술, 인력)을 사업을 4500억 원에 매각
2021년 : Ashland의 고성능접착제 사업부를 약 16억 5천만 달러에 인수하였다.
2022년 : 남아프리카 접착 솔루션 회사인 Permoseal사를 인수하였다.

## 조직

### 접착 제품군
2020년에 고성능 소재 부문에서 보스틱(Bostik)이 양도되어 설립되었다.

### 첨단 소재 제품군
이 제품군은 특수 폴리아미드, 불소중합체(PVDF), 여과 및 흡착용 분자체, 유기 과산화물 등 4가지 주요 제품 라인이 포함한다. 브랜드로는 Rilsan (폴리아미드 11), Luperox( 유기과산화물 ), Kynar( PVDF ), Siliporite( Molecular Sieves )를 포함한다.

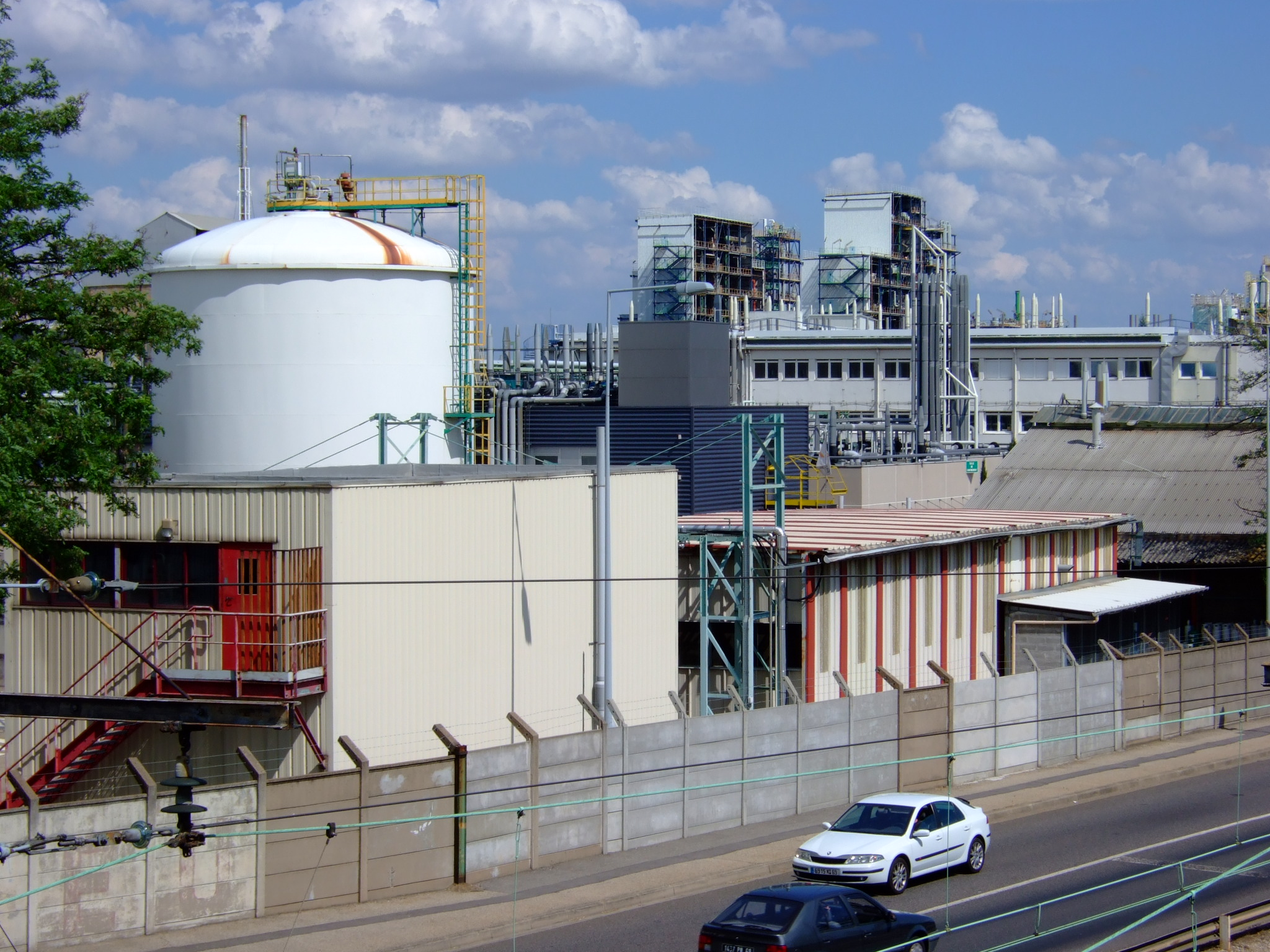
우시네 아르케마 드 피에르 베니테

### 코팅 제품군
업스트림 아크릴 모노머부터 코팅 시장 전반에 걸쳐 폭넓은 입지를 구축하였다. 코팅재료 및 기술 포트폴리오로는 Sartomer의 광섬유, 그래픽아트, 전자제품 등을 위한 광경화수지, 아케마 코팅 레진(Arkema Coating Resins)의 수성, 용제형, 분말 코팅 수지 및 첨가제, Coatex의 수성 코팅용 유변학 첨가제 등이 있다. 이 제품군 브랜드로는 EnVia, Rheotec, Sarbio이 있다.

### 중간체 제품군
티오 화학 물질, 불소화학 물질 및 과산화수소(펄프 및 직물 표백, 화학 합성, 수처리)등이 있다. 브랜드에는 Albone(과산화수소), Paladin( DMDS 농업용 훈증제) 및 Forane(냉매)이 있다.

## 자회사
- Bostik은 접착 솔루션을 전문 기업이다.

- Coatex는 수성 제제용 유변학 첨가제를 생산한다. 생산지는 프랑스(Genay), 네덜란드(Moerdijk), 미국(Chester, South Carolina), 한국(군산), 중국(Changshu) 및 브라질(Araçariguama)에 있다. 주요 브랜드는 Rheocoat, Coadis, Rheocarb, Ecodis, Viscoatex 및 Coapur이다.

- MLPC International은 황화탄소, 염화시아노겐 및 아민의 화학을 전문으로 하며 고무 산업용 가황제를 생산한다. 이 회사는 이전에 "Manufacture Landaise de Produits Chimiques"로 알려졌다. 그 기원은 1926년으로 거슬러 올라간다.[29] 공장은 프랑스 남서부 Nouvelle-Aquitaine의 Landes 부서에 있는 Lesgor 와 인근 Rion-des-Landes 에 있다.[30]

- Sartomer는 UV 경화 시스템(광가교)용 특수 아크릴레이트를 생산한다.

- Den Braven은 단열 및 건축용 실란트를 만든다.

- Casda는 피마자유로부터 세바식산을 제조한다.

## 전세계 아케마
아케마는 유럽, 북미, 아시아 지역 소재의 산업시설과 약 사십개국의 마케팅 자회사를 통해 사업을 영위한다.
아케마는 유럽 61개, 북미 43개, 아시아 40개 및 기타 국가를 포함하여 전세계 144개 생산 기반 시설을 보유하고 있다.
아케마는 전세계 13개의 연구 센터를 보유하고 있다. 프랑스에 7개( Lacq, Serquigny, Cerdato, Carling, Genay, Pierre-Benite 및 Verneuil), 미국에 3개( Cary, North Carolina, Wauwatosa, Wisconsin 및 King of Prussia, Pennsylvania ) 및 중국에 2개( 상하이 와 창수 ).
| 북미 및 남미        | 매출의 31% </br> 43개 식물 </br> |
| 유럽                | 매출의 36% </br> 61개 식물 </br> |
| 아시아 및 기타 지역 | 매출의 33% </br> 40개 식물 </br> |

### 지역별 매출
회사 매출은 유럽에서 주로 발생하며 이는 전체 매출의 36%를 차지한다. 북미와 남미는 매출의 31%를 차지한다. 회사는 13년 이상 중국에서 강력한 입지를 유지했으며 현재 아시아에서만 매출의 33%를 올리고 있다.

## 사건 및 법적 분쟁

### 텍사스주 크로스비 공장 폭발
2017년 8월 허리케인 하비(Hurricane Harvey)로 인해 Arkema의 텍사스주 크로스비 공장이 침수되었다. Arkema는 온도에 민감한 유기 과산화물을 차갑게 유지하는 냉동 장비가 고장나서 공장에서 폭발을 방지할 수 없을 것이라고 말했다. 8월 31일, 공장에서 폭발이 발생했다는 보고가 있었다. 이는 유기 과산화물 연소로 인한 "작은 용기 파열"로 밝혀졌다. 현장 주변에는 1.5마일의 대피 구역이 설치되었다.

### 사전 형성 유산 문제

#### EU 독점금지 위반
토탈, Elf Aquitaine 및 아케마는 과산화수소 및 과붕산나트륨 시장에서 불법 공급, 판매 및 가격 카르텔에 연루된 혐의로 EU 위원회의 조사를 받았다. 위원회는 Arkema의 전신 회사인 Atochem과 Atofina가 1995년 5월부터 2000년 12월 사이에 위반을 저질렀다는 사실이 발견되었다. 아케마는 2006년 5월 EU 독점 금지법 위반으로 7,800만 유로 상당의 벌금을 물었다.

## 연구 및 개발
R&D 비용은 전체 1억 5천만 유로에 달하며 그 중 절반은 "녹색 화학"에 할당되었다. 아케마는 1,200명이 넘는 연구원을 고용하고 있으며, 초고성능 폴리머와 지속 가능한 개발 솔루션이라는 두 가지 주요 영역에 촛점을 맞추고 있다.

## 재무 성과
아케마는 79억 유로의 매출을 올리며 부문별로 다음과 같다.
- 첨단소재, 32%.
- 접착솔루션, 25,5%.
- 코팅솔루션, 24,5%.
- 중간체, 18%.

2020년 아케마의 순부채 금액은 19억 유로이다.

## 주주구조
2010년 12월 31일 현재 아케마의 주요 주주(AMF에 신고된 자본의 최소 5%를 소유)는 Greenlight Capital (5.5%), Dodge &amp; Cox (5.2%), Groupe Bruxelles Lambert (10%)이다.
2012년 1월 1일 이후 AMF에 보고된 5% 수준은 다음과 같이 통과되었다.
- FMR LLC( Fidelity Management & Research ): 아케마 자본금의 5% 이상 보유를 공시(2012년 8월 23일).[44]
- Groupe Bruxelles Lambert: 수도에서 모든 주식을 매각했다(2012년 3월 14일).[45]
- 개인 주주: 94.0%;
- 그룹 직원: 5,5%;